# Dekoschal

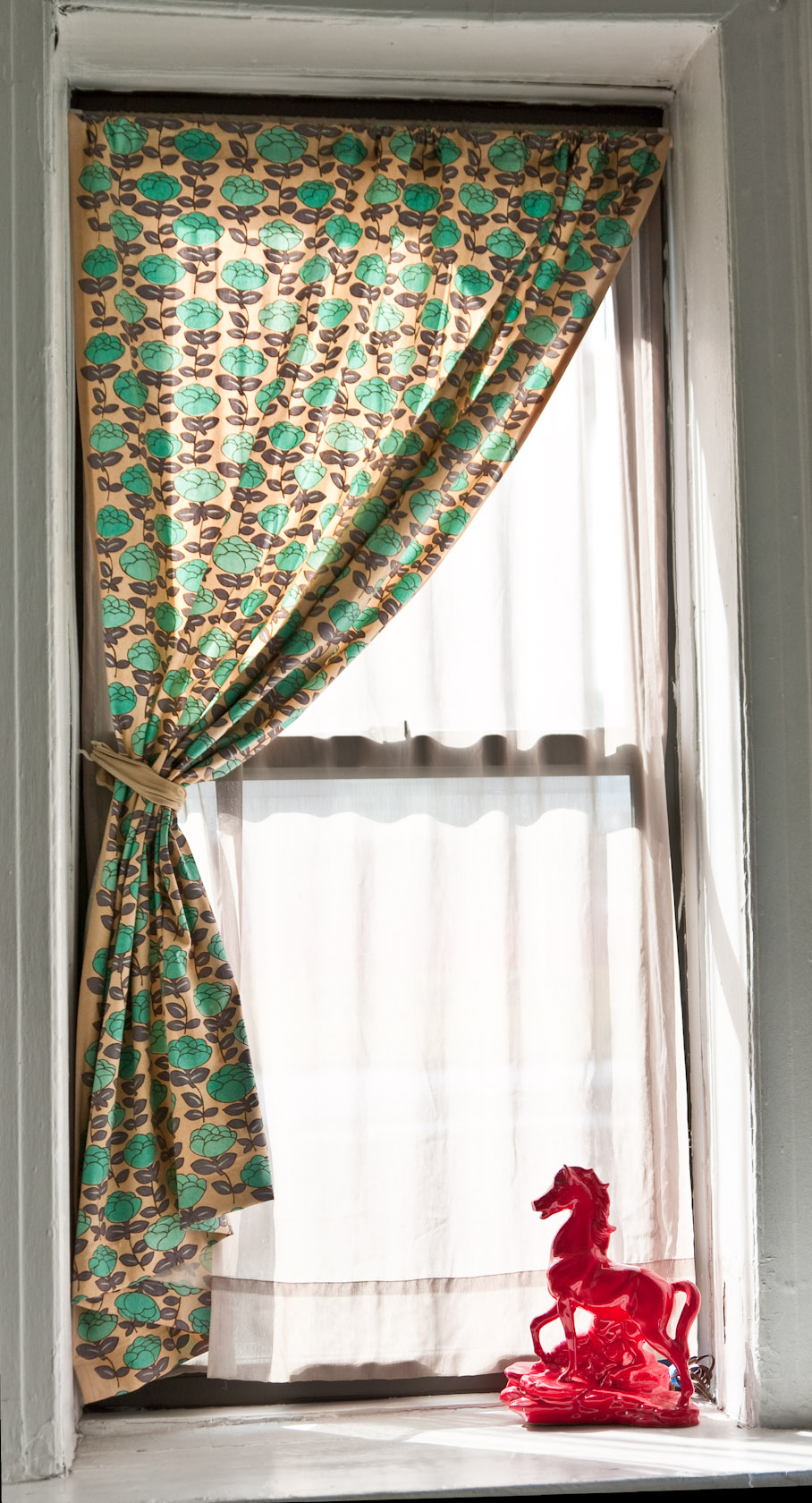
Dekoschal

Dekoschals oder Dekorvorhänge sind farbig gemusterte Vorhangseitenteile, die rechts und links eines Fensters angebracht werden. Sie werden auch oft als Übergardinen bezeichnet, weil sie an einer zweiten Schiene vor den Gardinen zugezogen werden.
Sie werden meist aus nicht- oder kaum transparenten Dekostoffen hergestellt. Klassischerweise werden Dekoschals in Kombination mit Stores verwendet. Seit dem Aufkommen der Ausbrenner gibt es so genannte Inbetween-Stoffe, die dichter als ein Store, aber transparenter als Dekostoffe sind.
Dekoschals werden zum Zuziehen oder feststehend eingesetzt. In Deutschland werden sie häufig unten mit einem Bodensaum von 10 bis 17 mm konfektioniert, in das ein Bleiband eingelegt wird, damit die senkrechten Falten besser fallen.
Um den Dekostoff zu schützen und ein fülligeres Warenbild zu erzeugen, werden Dekoschals oft mit einem Unterstoff gefüttert. In Räumen ohne Rollläden werden Dekoschals zum Zuziehen mit Verdunklungsstoffen gefüttert, um eine optimale Abdunklung zu erzielen. Um Vorhängen größeres Volumen zu geben, können diese wattiert werden.
Was den korrekten Bodenabstand angeht, gibt es keine exakte fachliche Vorgabe. Von aufliegenden Dekorationen bis zu Dekoschals mit 15 cm Bodenabstand ist alles möglich. Neben der Optik sollte bei der Festlegung der Bodenbelag und dessen Pflege bedacht werden. In Krankenhäusern mit PVC- oder Linoleum-Belägen, die eilig mit einem großen Mob gewischt werden, ist ein Bodenabstand von 3 cm zu gering, da der Schal schnell im Bereich des Bodensaums verschmutzt wird. In einem 4-Sterne-Hotel mit Verdunklungsschals ist ein Abstand von 4 cm zu viel, da die Optik unschön ist und zu viel Licht hereingelassen wird, falls Gäste am Tag schlafen möchten.
Im Gegensatz zum Flächenvorhang werden Dekoschals immer in senkrechten Falten dekoriert, diese Falten können durch das Kräuseln eines aufgenähten Schienen- oder Faltenbands oder durch das Einnähen von flämischen Falten erzeugt werden. Bei der Aufhängung an Schlaufen oder Ösen ergeben sich die Falten von selbst.
Je nach Warenbreite des verarbeiteten Stoffs und gewünschter Fertighöhe wird der Stoff verstürzt oder in Bahnen verarbeitet.
Dekoschals können mit Hilfe eines Raffhalters seitlich gehalten und angerafft werden.